# تأجيل الشعور
تأجيل الشعور أو تأجيل التأثير (بالإنجليزية: Postponement of affect)‏ هو آلية دفاعية تستخدم ضد مجموعة متنوعة من المشاعر أو الانفعالات، حيث يمثل تأجيل الشعور عملية «نزوح زمني» يتسسب لاحقا في ظهور ردود أفعال تجاه المشاعر التي تم تأجيلها، وغالبا ما يستخدم تأجيل الشعور ضد مشاعر الغضب (أو الانزعاج) والحزن.

## تأجيل سلبي: كبت

### الحزن
في مشاعر الحزن، يبدو التأجيل عنصرا أساسيا، فما يحدث في حالة الحداد ليس إلا عمل أو إطلاق تدريجي لهذه المشاعر التي إذا ما أطلقت دفعة واحدة فسوف تطغى علي الأنا، واعتبر جون بولبي أن أول مرحلة من "مراحل الحداد الأربع" هي "مرحلة التخدر أو اللامبالاة، والتي قد تتوقف بسبب نوبات شديدة من الكرب أو الغضب.

### الخوف
وجدت التحقيقات حول رد فعل الأنا تجاه خطر الموت أو المخاطر الحادة انعدام لوجود الخوف خلال فترة الخطر الحاد، ولكن الظهور اللاحق للخوف والفزع بسبب الخطر الماضي، وهذا قد يكون أحد العوامل المساهمة في اضطراب ما بعد الصدمة، حيث أن المتألم قد يكون "ضحية توتر خوف تم حجبه، ولم يكن لديه الوقت ليشعر بالخوف.

## تأجيل إيجابي: تنظيم انفعالي
رأى فرويد مبدأ الحقيقة كعملية تتطلب وتعمل من خلال تأجيل الإشباع، والتحمل المؤقت تجاه الأمور الغير محببة للنفس كخطوة على طريق طويل غير مباشر للشعور بالمتعة، وقد شوهدت هذه السيطرة على الانفعالات (التنظيم الانفعالي) باعتبارها عنصرا أساسيا في الذكاء العاطفي، حيث تساهم القدرة على تأجيل الإشباع بقوة في القدرية الفكرية بغض النظر عن معدل الذكاء نفسه، في حين ما سمي" الهدف الموجه والمفروض من قبل الذات لتأخير الإشباع" فإنه يعتبر جوهر التنظيم الانفعالي ويعني القدرة على تجاهل الدوافع والرغبات من أجل خدمة هدف ".

## اقرأ أيضا
- Silvan Tomkins, Affect Imagery Consciousness (1962)